# Israël aux Jeux olympiques d'hiver de 2014
Israël participe aux Jeux olympiques d'hiver de 2014 à Sotchi en Russie du 7 au 23 février 2014. Il s'agit de sa sixième participation à des Jeux d'hiver.

## Patinage artistique
| Athlète                               | Épreuves          | Points court | Points court | Points libre | Points libre | Total   | Total |
| Athlète                               | Épreuves          | Points       | Rang         | Points       | Rang         | Points  | Rang  |
| ------------------------------------- | ----------------- | ------------ | ------------ | ------------ | ------------ | ------- | ----- |
| Alexei Bychenko                       | Individuel hommes | 62,44        | 22e          | 114,62       | 21e          | 177,06  | 21e   |
| Andrea Davidovich Evgeni Krasnopolski | Couples           | 53,38        | 15e          | 94,35        | 15e          | 147,73, | 15e   |

## Patinage de vitesse sur piste courte
| Athlète           | Épreuve | Qualification  | Qualification | Quart de finale | Quart de finale | Demi-finale | Demi-finale | Finale A | Finale A | Finale B | Finale B |
| Athlète           | Épreuve | Temps          | Rang          | Temps           | Rang            | Temps       | Rang        | Temps    | Rang     | Temps    | Rang     |
| ----------------- | ------- | -------------- | ------------- | --------------- | --------------- | ----------- | ----------- | -------- | -------- | -------- | -------- |
| Vladislav Bykanov | 500 m   | 41 s 769       | 3e (éliminé)  | –               | –               | –           | –           | –        | –        | –        | –        |
| Vladislav Bykanov | 1 000 m | 1 min 27 s 796 | 3e (éliminé)  | –               | –               | –           | –           | –        | –        | –        | –        |
| Vladislav Bykanov | 1 500 m | 2 min 21 s 263 | 4e (éliminé)  | –               | –               | –           | –           | –        | –        | –        | –        |

## Ski alpin
Israël a obtenu les places suivantes :
- Compétitions masculines: 1 place

| Athlète          | Épreuves     | Course 1 | Course 1 | Course 2 | Course 2 | Total | Total |
| Athlète          | Épreuves     | Temps    | Rang     | Temps    | Rang     | Temps | Rang  |
| ---------------- | ------------ | -------- | -------- | -------- | -------- | ----- | ----- |
| Virgile Vandeput | Slalom géant | DNS      | DNS      | -        | -        | -     | -     |